# 58 (število)
58 (óseminpétdeset) je naravno število, za katero velja velja 58 = 57 + 1 = 59 - 1.

## V matematiki
- sestavljeno število.
- polpraštevilo.
- četrto Smithovo število {\displaystyle 5+8=2+2+9=13\,\!}
- 58 = 2 + 3 + 5 + 7 + 11 + 13 + 17.
- ne obstaja noben takšen cel x, da bi veljala enačba x - φ(x) = 58.

## V znanosti
- vrstno število 58 ima cerij (Ce).

## Drugo

### Leta
- 458 pr. n. št., 358 pr. n. št., 258 pr. n. št., 158 pr. n. št., 58 pr. n. št.
- 58, 158, 258, 358, 458, 558, 658, 758, 858, 958, 1058, 1158, 1258, 1358, 1458, 1558, 1658, 1758, 1858, 1958, 2058, 2158